# Мэддокс, Лора
Ло́ра Джейн Мэ́ддокс (англ. Laura Jane Maddox; род. 13 мая 1990, Бат, Эйвон, Англия, Великобритания) — британская легкоатлетка, специализирующаяся в беге на 400 метров. Серебряный призёр чемпионата Европы в помещении 2015 года в эстафете 4×400 метров.

## Биография
С самого рождения живёт в английском городе Бат. Поскольку её родители по национальности валлийцы, на национальных соревнованиях Лора представляет Уэльс и клуб Swansea Harriers.
В юниорские годы занималась лёгкой атлетикой в клубе Team Bath AC и не выделялась на фоне сверстников своими результатами. В 2008 году она стала 3-й на чемпионате Англии среди школьников, после чего начала тренироваться под руководством Колина Бовелла из Университета Бата. Их сотрудничество длилось всего год и привело к значительному прогрессу в результатах Лоры. В 2010 году она установила личный рекорд 53,81 и выиграла чемпионат Англии среди молодёжи. В этот момент Мэддокс была вынуждена покинуть родной город ради учёбы в университете Ноттингем Трент, где на протяжении 3 лет она постигала искусство фотографии. В этот период её наставником был Джаред Дикон. Под его руководством добиться успеха Лоре не удалось. Приоритет был отдан успешному обучению, поэтому в это время ей так и не удалось улучшить свои результаты.
После получения степени «Почётный Бакалавр искусств» в сфере фотографии в 2013 году она вернулась в Бат к Бовеллу. Под его руководством ей удалось довольно быстро выйти на принципиально новый уровень результатов. В 2014 году Лора устанавливает личный рекорд 52,73 на соревнованиях в Женеве и выходит в финал национального чемпионата (где занимает лишь 8-е место). Зимой 2015 года ей удаётся войти в число сильнейших бегуний Великобритании. В финале чемпионата страны она финиширует второй — 53,07 (что стало возможным во многом благодаря падению фаворитов Серен Банди-Дэвис и Маргарет Адеойе). А спустя 6 дней на соревнованиях Aviva Indoor Grand Prix в Бирмингеме устанавливает абсолютный личный рекорд 52,32.
После этих выступлений её включили в состав сборной Великобритании на чемпионат Европы в помещении. Первый официальный международный турнир сложился для Лоры удачно. В личном виде она вышла в полуфинал, где финишировала 6-й в своём забеге и заняла итоговое 12-е место (53,89). В эстафете 4×400 метров Мэддокс бежала 3-й этап и помогла сборной Великобритании занять 2-е место (3.31,79) и завоевать таким образом серебряные медали.
В настоящее время занятия лёгкой атлетикой Лора сочетает с работой профессиональным фотографом. Её специализация — портретная съёмка спортсменов.